# 木村昌稔
木村 昌稔（きむら まさとし、1995年（平成7年）4月18日 - ）は、大相撲の元行司である。本名は宇戸 昌平。千賀ノ浦部屋所属。血液型はB型。最高位は三段目格。

## 人物
愛知県豊田市出身。2011年5月技量審査場所、木村昌稔の名で初土俵を踏む。
2018年1月場所で三段目格に昇進。同年6月30日付で「一身上の都合」で退職
退職後の2024年2月11日、逸ノ城の断髪式の介添を務める。

## 履歴
- 2011年5月技量審査場所 - 初土俵：木村昌稔。
- 2011年7月場所 - 序ノ口格昇進。
- 2014年1月場所 - 序二段格昇進。
- 2018年1月場所 - 三段目格昇進。
- 2018年7月場所 - 退職。